# Condado de Alpine
O condado de Alpine (em inglês:  Alpine County) é um dos 58 condados do estado americano da Califórnia. Foi incorporado em 1864. A sede e localidade mais populosa do condado é Markleeville.

## Geografia
De acordo com o United States Census Bureau, o condado possui uma área de 1 925 km², dos quais 1 912 km² estão cobertos por terra e 13 km² por água.

## Demografia
Segundo o censo nacional de 2010, o condado possui uma população de 1 175 habitantes e uma densidade populacional de menos de 1 hab/km². É o condado menos habitado e o de menor densidade populacional de todo o estado da Califórnia. Possui 1 760 residências, que resulta em uma densidade de 1 residência/km². O condado de Alpine não possui nenhuma cidade incorporada.